# توني دوبسون
توني دوبسون (بالإنجليزية: Tony Dobson)‏ هو لاعب كرة قدم ومدرب كرة قدم بريطاني، ولد في 2 مايو 1969 في كوفنتري في المملكة المتحدة. لعب مع أكسفورد يونايتد وبلاكبيرن روفرز وفوريست غرين وكوفنتري سيتي ونادي بورتسموث ونادي بيتربورو يونايتد ونادي غيلينغهام ونادي نورثامبتون تاون ووست بروميتش ألبيون.

## وصلات خارجية
- توني دوبسون على موقع قاعدة بيانات كرة القدم.إي يو (الإنجليزية)
- توني دوبسون على موقع Soccerbase.com (لاعب) (الإنجليزية)
- توني دوبسون على موقع عالم كرة القدم.نت (الإنجليزية)